# Irish Tidy Towns Competition

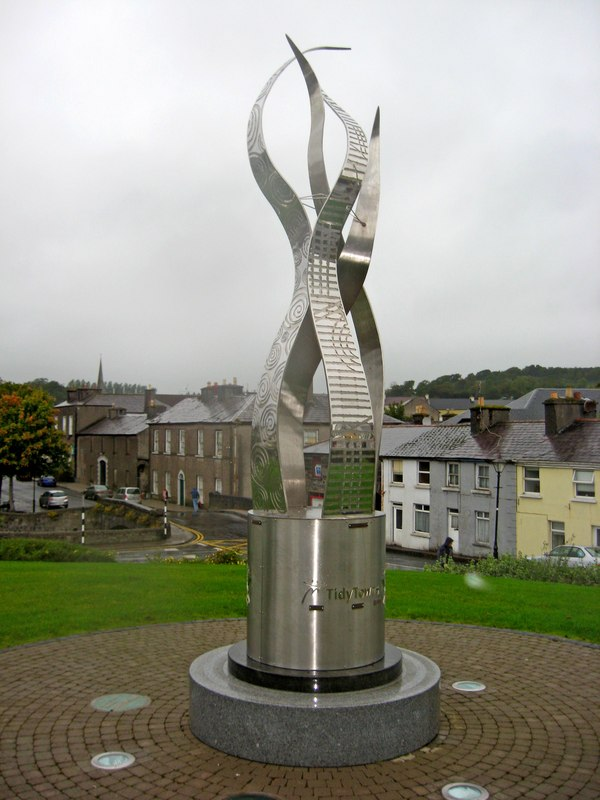
Вулична скульптура у Вестпорті як нагадування про три перемоги в конкурсі

Tidy Towns («чисті міста») — змагання, яке проводиться щорічно з 1958 року ірландським Департаментом охорони навколишнього середовища, спадщини та місцевого самоврядування (англ. Department of the Environment, Heritage and Local Government) з метою заохочення найбільш чистих та охайних міст, селищ і сіл Ірландії. Спочатку в змаганні брало участь близько п'ятдесяти поселень, зараз кількість учасників доходить до семисот.
Змагання проводиться на національному рівні; оцінка проводиться в літні місяці (з травня по серпень) незалежним суддею. Вибирається не тільки головний переможець, але і переможці в рамках графств; крім того, присуджується низка спеціальних нагород.

## Список переможців
Переможці на рівні країни
- 1958 рік - Глентіс, графство Донегол
- 1959 рік - Глентіс, графство Донегол
- 1960 рік - Глентіс, графство Донегол
- 1961 рік - Ратвіллі, графство Карлоу
- 1962 рік - Глентіс, графство Донегол
- 1963 рік - Ратвіллі, графство Карлоу
- 1964 рік - Вьорджинія, графство Каван
- 1965 рік - Вьорджинія, графство Каван
- 1966 рік - Балліджеймсдафф, графство Каван
- 1967 рік - Балліджеймсдафф, графство Каван
- 1968 рік - Ратвіллі, графство Карлоу
- 1969 рік - Тіррелспасс, графство Західний Міт
- 1970 рік - Малин, графство Донегол
- 1971 рік - Балліконнелл, графство Каван
- 1972 рік - Трім, графство Міт
- 1973 рік - Кілтеган, графство Віклов
- 1974 рік - Трім, графство Міт, Балліконнелл, графство Каван
- 1975 рік - Кілшілан, Південний Тіпперері
- 1976 рік - Адер, графство Лімерик
- 1977 рік - Малтіфарнем, графство Західний Міт
- 1978 рік - Гласслох, графство Монахан
- 1979 рік - Кілшілан, Південний Тіпперері
- 1980 рік - Ньютаун-Кашел, графство Лонгфорд
- 1981 рік - Маунтшаннон, графство Клер
- 1982 рік - Данмануі, графство Корк
- 1983 рік - Террігласс, Північний Тіпперері
- 1984 рік - Трім, графство Міт
- 1985 рік - Кілкенні, графство Кілкенні
- 1986 рік - Кінсейл, графство Корк
- 1987 рік - Снім, графство Керрі
- 1988 рік - Карлінгфорд, графство Лаут
- 1989 рік - Арда, графство Лонгфорд
- 1990 рік - Малахайд, графство Фінгал
- 1991 рік - Малин, графство Донегол
- 1992 рік - Ардмор, графство Уотерфорд
- 1993 рік - Кідью, графство Роскоммон
- 1994 рік - Галбаллі, графство Лімерик
- 1995 рік - Глентіс, графство Донегол
- 1996 рік - Арда, графство Лонгфорд
- 1997 рік - Террігласс, Північний Тіпперері
- 1998 рік - Арда, графство Лонгфорд
- 1999 рік - Клонакілті, графство Корк
- 2000 рік - Кенмер, графство Керрі
- 2001 рік - Вестпорт, графство Мейо
- 2002 рік - Каслтаун, графство Леїш
- 2003 рік - Кідью, графство Роскоммон
- 2004 рік - Лісмор, графство Вотерфорд
- 2005 рік - Енніс, графство Клер
- 2006 рік - Вестпорт, графство Мейо
- 2007 рік - Охрім, графство Віклов
- 2008 рік - Вестпорт, графство Мейо
- 2009 рік - Емлі, Південний Тіпперері
- 2010 рік - Талланстаун, графство Лаут
- 2011 рік - Кілларні, графство Керрі
- 2012 рік - Аббішрул, графство Лонгфорд
- 2013 рік - Мойналті, графство Міт
- 2014 рік - Кілкенні, графство Кілкенні